# Borsos László (építész)
Borsos László Iván (Székesfehérvár, 1903. március 29. – Budapest, 1975. január 3.) Ybl Miklós-díjas (1960) építészmérnök, építészettörténész, műemlék-restaurátor.

## Felmenői, családja
A Borsos család nemesi származásának igazolására, 1943-ban édesapja, Borsos Endre közigazgatási bíró által indított eljárás nem járt sikerrel, ugyanis a Belügyminisztérium nem látta igazoltnak, azt a családi emlékezetben megmaradt eredettörténetet, miszerint a kérelmező abból a nemes Borsos családból származik, amely III. Ferdinánd magyar királytól 1646. október 1-én Zala vármegyében kapott címeres nemeslevelet és onnan Csajágra származott. A dokumentumok hiányara tekintettel a család eredete nem állapítható meg kétséget kizáróan, ugyanakkor a nemességvizsgálati eljárásban a család és más tanúk által megfogalmazott vallomások azt látszanak igazolni, hogy az a Csajágon honos nemes Borsos családból származik.
Dédapja, Borsos István (Kocs, 1798. december 26. – Nagysáp, 1880. december 19.) nagysápi református iskolamester. Nagyapja, Borsos István (Nagysáp, 1840. június 25. – Nagysáp, 1891. március 14.) ászári, utóbb nagysápi református iskolamester. Édesapja Borsos Endre közigazgatási bíró, édesanyja Schrikhuber Laura Vilma (Pápa, 1880. július 21. – ), Schirkhuber József ügyvéd, városi közgyám és Körber Vilma lánya. Szülei Pápán kötöttek házasságot 1900. július 7-én. Házasságukból hét fiúgyermek született. 
Testvérei:
- Endre Károly, építészmérnök (Pápa, 1901. október 11.[5] – Budapest, 1957. május 5.)[6] felesége: Budapest, 1940. Erdélyi Szidónia Erzsébet
- István József, rajztanár, festő- és szobrászművész (Székesfehérvár, 1904. december 13.[7] – Budapest, 1936. január 19.)[8] felesége: Budapest, 1933. szeptember 30.[9] Szalmásy Ilona (Budapest, 1915. március 26. – )
- József Tamás (Székesfehérvár, 1909. november 09.[10] – 1976.)
- Károly Ferenc (Székesfehérvár, 1912. február 14.[11] – )
- Géza Vilmos, járásbíró, ítélőtáblai tanácsjegyző, tartalékos tüzérhadnagy (Budapest, 1914. szeptember 1. – Budapest, 1947. április 23.)[12] felesége: Kecskemét, 1945. április 07.[13] Imre Mária
- Ferenc Zoltán (Budapest, 1916. augusztus 27. – 1983. október 17.)[14] felesége: Budapest, 1943. június 23. Schéry Edit

Felesége Herolt Etelka.

## Munkássága
Tevékenyen dolgozott a budai Várnegyed helyreállításában, ide tartozott a:
- Mátyás-templom külső felülete
- Tárnok utca 14. számú ház (Csemegi Józseffel közösen)
- Országház utca 9. (Bartók Archívum)
- Országház utca 16., 17., 18. (gótikus házak)
- volt budai Városháza (Meczner Lajossal közösen)
- régi Országház

A krisztinavárosi templom bővítésénél 1944-ben, egy érdekes építész-technikatörténeti eseményben vett részt, amikor is az épület szentélyrészét vassíneken 10 cm-s átmérőjű acélgolyókon gördítették arrébb. Brestyánszky Tibor munkatársával közösen tervezték meg ezt a technikai feladatot.
A Fő utca 9. sz. telkén 1855-ben megépült három, utcára néző romantikus stílusú épület helyreállítási munkáit is Borsos végezte 1954-ben (az eredeti épületet Pán József tervezte).

Helytörténeti és építéstörténeti tanulmányai jelentősek. Részt vett a Belváros néhány fontosabb épületének helyreállításában, a Belvárosi Nagyboldogasszony-főplébániatemplom (Belvárosi templom – 1963.) és a pesti Vigadó sérült szerkezetének és homlokzatának rekonstrukciójánál is ott hagyta keze nyomát. A Magyar Nemzeti Múzeum épületén 1952-1965 között a Középületépítő Vállalat (KÖZTI), munkatársaként tervezett átalakításokat.

Jó szívvel emlékeznek rá a Budai Görögkatolikus Egyházközségnél, ahol a Fő utcai Szent Flórián-templom külső helyreállítását végezte.

## Halála
Borsos László Iván 1975. január 3-án hunyt el Budapesten. Sírja a Farkasréti temetőben található.
Sírjában vele együtt nyugszik öccse, Borsos István József rajztanár, festő- és szobrászművész.

## Származása
| Borsos László Iván (Székesfehérvár, 1903. március 29. – Budapest, 1975. január 3.) építészmérnök, építészettörténész, műemlék-restaurátor | Apja: Borsos Endre (Nagysáp, 1876. június 06. – 1948 után) közigazgatási bíró, a Közigazgatási Bíróság elnöke, lakásügyi kormánybiztos, a budai református egyházközség főgondnoka | Apai nagyapja: Borsos István (Nagysáp, 1840. június 25. – Nagysáp, 1891. március 14.) ászári, utóbb nagysápi református iskolamester | Apai nagyapai dédapja: Borsos István (Kocs, 1798. december 26. – Nagysáp, 1880. december 19.) nagysápi református iskolamester |
| Borsos László Iván (Székesfehérvár, 1903. március 29. – Budapest, 1975. január 3.) építészmérnök, építészettörténész, műemlék-restaurátor | Apja: Borsos Endre (Nagysáp, 1876. június 06. – 1948 után) közigazgatási bíró, a Közigazgatási Bíróság elnöke, lakásügyi kormánybiztos, a budai református egyházközség főgondnoka | Apai nagyapja: Borsos István (Nagysáp, 1840. június 25. – Nagysáp, 1891. március 14.) ászári, utóbb nagysápi református iskolamester | Apai nagyapai dédanyja: nemes Bori Judit (Páty, 1807. június 21. – ?)                                                          |
| Borsos László Iván (Székesfehérvár, 1903. március 29. – Budapest, 1975. január 3.) építészmérnök, építészettörténész, műemlék-restaurátor | Apja: Borsos Endre (Nagysáp, 1876. június 06. – 1948 után) közigazgatási bíró, a Közigazgatási Bíróság elnöke, lakásügyi kormánybiztos, a budai református egyházközség főgondnoka | Apai nagyanyja: nemes kocsi Sebestyén Zsuzsanna (Kocs, 1840. július 26. – Nagysáp, 1922. február 07.)                                | Apai nagyanyai dédapja: nemes kocsi Sebestyén József                                                                           |
| Borsos László Iván (Székesfehérvár, 1903. március 29. – Budapest, 1975. január 3.) építészmérnök, építészettörténész, műemlék-restaurátor | Apja: Borsos Endre (Nagysáp, 1876. június 06. – 1948 után) közigazgatási bíró, a Közigazgatási Bíróság elnöke, lakásügyi kormánybiztos, a budai református egyházközség főgondnoka | Apai nagyanyja: nemes kocsi Sebestyén Zsuzsanna (Kocs, 1840. július 26. – Nagysáp, 1922. február 07.)                                | Apai nagyanyai dédanyja: Tóth Julianna                                                                                         |
| Borsos László Iván (Székesfehérvár, 1903. március 29. – Budapest, 1975. január 3.) építészmérnök, építészettörténész, műemlék-restaurátor | Anyja: Schrikhuber Laura Vilma (Pápa, 1880. július 21. – ) | Anyai nagyapja: Schirkhuber József (Pápa, 1842. jan. 14. – Pápa, 1893. április 22.) ügyvéd, városi közgyám                           | Anyai nagyapai dédapja: Schirkhuber József                                                                                     |
| Borsos László Iván (Székesfehérvár, 1903. március 29. – Budapest, 1975. január 3.) építészmérnök, építészettörténész, műemlék-restaurátor | Anyja: Schrikhuber Laura Vilma (Pápa, 1880. július 21. – ) | Anyai nagyapja: Schirkhuber József (Pápa, 1842. jan. 14. – Pápa, 1893. április 22.) ügyvéd, városi közgyám                           | Anyai nagyapai dédanyja: Szokolya Terézia                                                                                      |
| Borsos László Iván (Székesfehérvár, 1903. március 29. – Budapest, 1975. január 3.) építészmérnök, építészettörténész, műemlék-restaurátor | Anyja: Schrikhuber Laura Vilma (Pápa, 1880. július 21. – ) | Anyai nagyanyja: Körber Vilma (Ostffyasszonyfa, 1851. júl. 20. – Székesfehérvár, 1913. február 9.)                                   | Anyai nagyanyai dédapja: Körber Frigyes földmérő, mérnök apja: Körber Vilmos pozsonyi szabómester                              |
| Borsos László Iván (Székesfehérvár, 1903. március 29. – Budapest, 1975. január 3.) építészmérnök, építészettörténész, műemlék-restaurátor | Anyja: Schrikhuber Laura Vilma (Pápa, 1880. július 21. – ) | Anyai nagyanyja: Körber Vilma (Ostffyasszonyfa, 1851. júl. 20. – Székesfehérvár, 1913. február 9.)                                   | Anyai nagyanyai dédanyja: Bíró Mária szülei: Bíró László birtokos, Kotzor Borbála                                              |